# Charles Willeford
Charles Ray III. Willeford (* 2. Januar 1919 in Little Rock, Arkansas; † 27. März 1988 in Miami, Florida) war ein US-amerikanischer Literaturkritiker und Krimi-Schriftsteller.

## Leben
Mit acht Jahren wurde er zum Vollwaisen. Nach dem Tod seiner Eltern wuchs er bei seiner Großmutter in Los Angeles auf. Mit 13 Jahren zog er wie tausende andere „Road Kids“ im Südwesten der USA von einem Obdachlosencamp zum nächsten. Mit 16 trat er (mit falscher Altersangabe) in die US Army ein. Im Zweiten Weltkrieg war er in der 10. US-Panzerdivision Panzerkommandant und wurde mit dem Silver Star, Bronze Star und Purple Heart ausgezeichnet. Nach dem Krieg begann er zu schreiben, meist leichte Kost. Nach seinem Abschied von der Armee 1956 versuchte er sich als Profiboxer, Schauspieler, Pferdetrainer und Radiosprecher, nach einem Malereistudium in Frankreich und Peru wandte er sich aber wieder der Literatur zu.
1961 bis 1964 studierte er Englische Literatur und war danach Dozent in Miami, Florida. Daneben arbeitete er als Literaturkritiker beim Miami Herald und schrieb selbst Theaterstücke und Romane. Bekannt wurde er vor allem mit seinen Kriminalromanen, darunter auch die 1984 begonnene Serie um Polizisten Hoke Moseley im Miami der 1980er Jahre, der in komplizierten Familien-Verhältnissen lebt.
Charles Willeford starb 1988 nach einem Herzschlag und wurde auf dem Nationalfriedhof Arlington bei Washington, D.C. beigesetzt.

## Zitate über Willeford
„Ich bin nicht Neo-Noir. Ich fühle mich näher bei der modernen Kriminalliteratur, noch näher bei Charles Willeford“

„Niemand schreibt einen besseren Kriminalroman als Charles Willeford!“

„Der schleichende Übergang vom Normalbürger zum mordbereiten Psychopathen ist die Konstante im Werk von Charles Willeford. Er ist ein Chronist der nachindustriellen Gesellschaft, in der das entwurzelte Individuum mehr und mehr bereit ist, für einen Fetzen vom amerikanischen Traum über Leichen zu gehen.“

## Werke

### Die Hoke-Moseley-Reihe
- 1984 Miami Blues
  - Miami Blues, dt. von Rainer Schmidt; Frankfurt am  Main, Berlin: Ullstein 1987. ISBN 3-548-10493-2, bearbeitete Übersetzung: Alexander Verlag, Berlin 2002, ISBN 978-3-89581-077-0
- 1985 New Hope for the Dead
  - Auch die Toten dürfen hoffen, dt. von Rainer Schmidt; Frankfurt am  Main, Berlin: Ullstein 1987. ISBN 3-548-10504-1
  - auch als: Neue Hoffnung für die Toten, bearbeitete Übersetzung; Berlin: Alexander Verlag 2002. ISBN 978-3-89581-081-7
- 1987 Sideswipe
  - Seitenhieb, dt. von Rainer Schmidt; Frankfurt am  Main, Berlin: Ullstein 1988. ISBN 3-548-10566-1. bearbeitete Übersetzung; Berlin: Alexander Verlag 2003. ISBN 3-89581-081-9
- 1988 The Way We Die Now. bearbeitete Übersetzung; Berlin: Alexander Verlag 2002. ISBN 978-3-89581-090-9
  - Bis uns der Tod verbindet, dt. von Rainer Schmidt; Frankfurt am  Main, Berlin: Ullstein 1990. ISBN 3-548-10634-X
  - auch als: Wie wir heute sterben, bearbeitete Übersetzung; Berlin: Alexander Verlag 2003. ISBN 978-3-89581-100-5

### Andere Romane
- 1953 High Priest of California,  auch als: Full Moon
- 1955 Pick-Up
  - Sperrstunde, dt. von Rainer Schmidt; Frankfurt am  Main, Berlin: Ullstein 1990. ISBN 3-548-10649-8
- 1956 Wild Wives
- 1958 Honey Gal,  auch als: The Black Mass of Brother Springer (1989)
  - Die schwarze Messe, dt. von Ango Laina und Angelika Müller; Berlin: Maas 2005. ISBN 3-937755-01-2
- 1958 Lust Is a Woman, auch als: Made In Miami (2008)
- 1960 The Woman Chaser
  - Filmriss, dt. von Sepp Leeb, Pulp 59, Pulp Master, Berlin 2023, ISBN 978-3-946582-17-5
- 1961 The Whip Hand, auch als: Deliver Me from Dallas! (2001)
- 1961 Understudy for Love
- 1962 No Experience Necessary
- 1962 Cockfighter
  - Hahnenkampf, dt. von Rainer Schmidt, Frankfurt/M.,  Berlin: Ullstein 1990. ISBN 3-548-22271-4
  - auch als: Hahnenkämpfer, gleiche, von Jochen Stremmel überarbeitete Übersetzung; Berlin: Alexander 2017. ISBN 978-3-89581-440-2
- 1971 The Burnt Orange Heresy
  - Die Kunst des Tötens, dt. von Rainer Schmidt, Frankfurt/M.,  Berlin: Ullstein 1991. ISBN 3-548-10706-0
  - auch als: Ketzerei in Orange, gleiche Übersetzung; Berlin: Maas 2005. ISBN 3-937755-00-4
- 1971 The Hombre from Sonora (veröffentlicht unter dem Pseudonym „Will Charles“), auch als: The Difference (1999)
- 1987 Kiss Your Ass Good-Bye (Teilstück von The Shark-Infested Custard)
  - Miami Love, dt. von Jürgen Bürger, mit einem Vorwort von Janwillem van de Wetering; Reinbek bei Hamburg: Rowohlt 1993. ISBN 3-499-43107-6
- 1993 The Shark-Infested Custard
  - Playboys in Miami, dt. von Rainer Schmidt; Reinbek bei Hamburg: Rowohlt 1993. ISBN 3-499-43153-X

### Lyrik
- 1948 Proletarian Laughter
- 1967 Poontang and Other Poems

### Erzählungen
- 1963 The Machine in Ward Eleven
- 2003 The Second Half of the Double Feature (enthält Kurzgeschichten, autobiografische Sketche und sämtliche Gedichte)

### Sachbücher, Essays und Autobiographien
- 1977 A Guide for the Undehemorrhoided (W.s Operation)
- 1980 Off the Wall (der Son of Sam Serienmord, David Berkowitz)
- 1986 Something About a Soldier (Autobiographie von 16 bis 20)
- 1987 New Forms of Ugly: The Immobilized Hero in Modern Fiction (seine Magisterarbeit von 1964, über Dostojewski, Kafka, Beckett, Chester Himes und Saul Bellow)
- 1988 Everybody's Metamorphosis (Kurzgeschichten und Essays).
- 1988 I Was Looking for a Street (Autobiographie, Kindheit und Jugend)
  - Ein Leben auf der Strasse, dt. von Jürgen Bürger; Reinbek bei Hamburg: Rowohlt 1995. ISBN 3-499-43169-6
- 1989 Cockfighter Journal: The Story of a Shooting (Autobiographie, R. Cormans Verfilmung von Cockfighter)
- 2000 Writing and Other Blood Sports (Essays)

## Verfilmungen
- Cockfighter, Regie: Monte Hellman, USA 1974[5]
- Miami Blues, Regie: George Armitage, USA 1990[6]
- The Woman Chaser, Regie: Robinson Devor, USA 1999[7]
- The Burnt Orange Heresy, Regie: Giuseppe Capotondi, USA 2019[8]